# Psychotic Waltz
Psychotic Waltz es una banda de metal progresivo de San Diego, California, que se mantuvo activa desde 1986 hasta 1996. En el año 2010 la banda regresa a los escenarios y 10 años después, en 2020 sacan su álbum más reciente, de nombre The God-Shaped Void a través de InsideOut Music, recibiendo críticas positivas tras su regreso. .

## Historia
La primera encarnación del grupo se dio bajo el nombre de Aslan, el nombre de un personaje del libro El león, la bruja y el ropero de C.S. Lewis. Esta formación grabó una demo autotitulada en 1986. Poco después cambiaron su denominación a Psychotic Waltz después de descubrir a otra banda con el nombre de Aslan, y grabaron otra demo en 1988 de cuatro canciones.
En 1990, debutaron con su primer disco grande de estudio, A Social Grace, que alcanzó un relativo éxito en Europa (llegando a ser nombrado álbum del mes en varias publicaciones del continente) pero que no llegó al gran público estadounidense a causa de la mínima promoción del sello Sub Sonic Records. Después de la gira correspondiente de promoción, el guitarrista Dan Rock sufrió un accidente mientras practicaba rappel que casi le cuesta la vida. Después de terminar su recuperación, Psychotic Waltz entró en el estudio en 1992 para grabar su segundo trabajo, Into the Everflow, que consiguió también buenos resultados en el Viejo Continente. A continuación, el grupo se embarcó en una pequeña gira de presentación mientras Rock se recuperaba de sus lesiones, pues no estaba aún preparado para ir de gira completa.
Mosquito, tercer disco de la formación, fue grabado en 1994 y salió a la venta en el sello Zardoz Music. En la gira de promoción de este álbum, el bajista Ward Evans dejó la disciplina del grupo, siendo sustituido por Phil Cuttino. Dos años después de Mosquito, el grupo comenzó a grabar su cuarto, y a la postre último álbum, titulado Bleeding. Poco después de la finalización de la grabación, el guitarrista Brian McAlpine anunció a sus compañeros su marcha del grupo, por lo que fue sustituido Steve Cox. Poco después, Phil Cuttino grabó un vídeo promocional del tema "Faded", que provocó una demanda por parte de un empleado de la banda alegando que las potentes luces empleadas en la realización del mismo le habían causado una ceguera permanente.
La lentitud del proceso judicial y las diferencias musicales entre los miembros hicieron que el grupo se separase en 1996 
Se reunireon en el 2010 luego de 14 años de separación y en el 2020 sacan su álbum llamado The God Shaped Void a través del sello Inside Out.

## Discografía

### Demos
- Aslan (1986)
- Psychotic Waltz (1988)

### Álbumes de estudio
- A Social Grace (1990)
- Into The Everflow (1992)
- Mosquito (1994)
- Bleeding (1996)
- The God-Shaped Void (2020)

### Álbumes En Vivo y Recopilatorios
- Live & Archives (1998)
- Dark Millennium (1999)